# 桑嶋忠真
桑嶋 忠真（くわしま ただざね）は、江戸時代の御家人。

## 略歴
忠陳の嫡男として生まれるが、幼かったため、叔父である忠純が忠陳の養子に入り、繋ぎ的に家督を継いだため、系譜では忠陳の次男という扱いになっている。
忠純の後見の下、元文4年（1739年）11月7日に徳川吉宗に初めて謁見し、寛延3年（1750年）4月30日に江戸城の馬医見習いとなる。寛延2年（1749年）5月3日、兄忠純の死と共に家督を継ぎ馬医となる。
男子に恵まれず、忠順を養子として迎えるが先立ってしまったため、改めて裕を娘婿にして養子に迎え、後継とする。
天明6年（1786年）9月3日没。享年65。